# Права ЛГБТ в Науру
Лесбиянки, геи, бисексуалы и транссексуалы (ЛГБТ), живущие в Науру, сталкиваются с юридическими и социальными проблемами, с которыми не сталкиваются лица, не являющиеся ЛГБТ-представителями. Однополые отношения в стране стали законными с мая 2016 года, но не признаются однополые союзы и отсутствует защита от дискриминации на рабочем месте или при предоставлении товаров и услуг.

## История
Однополые контакты были криминализованы в 1921 году, когда на острове был принят Уголовный кодекс Квинсленда (Закон 1899 об уголовном кодексе), который был сохранён и после 1968 года, когда науруанцы обрели независимость.
В январе 2011 года Мэтью Бациуа, министр здравоохранения, юстиции и спорта Науру заявил, что декриминализация «гомосексуальной активности между взрослыми по обоюдному согласию» «находится на стадии активного рассмотрения». В октябре 2011 года правительство Науру взяло на себя обязательство декриминализировать однополые сексуальные акты.
По данным Государственного департамента США, в 2012 году не было сообщений о судебных преследованиях, направленных против ЛГБТ-представителей в Науру.
В мае 2016 года парламент Науру принял закон, который отменил Уголовный кодекс 1899 года и тем самым узаконил однополые контакты.